# So Close (film)
So Close (夕陽天使T, 夕阳天使S, Chik yeung tin seeP) è un film del 2002 diretto da Corey Yuen.
Il titolo internazionale fa riferimento alla canzone (They Long to Be) Close to You dei The Carpenters, usata come colonna sonora.

## Trama
Lynn è un killer di professione che, grazie all'aiuto della sorella Sue, riesce ad intrufolarsi nei posti più sorvegliati. Il suo asso nella manica consiste in un sistema di hacking e controllo remoto  occulto satellitare di qualsiasi telecamera mondiale inventato dal padre.

## Produzione
Il cast vede tre delle più famose star del cinema asiatico. Corey Yuen, veterano del cinema d'azione di Hong Kong, dirige questo film coreografandone anche le scene d'azione e di arti marziali; in queste sfoggia tutto il proprio talento, passando dal combattimento a mani nude a quello con la spada, per finire con le pistole.

## Distribuzione
Il film esce ad Hong Kong il 22 agosto 2002, ed esce in Italia il 21 novembre 2003.